# 張竹坡
張竹坡（1670年—1698年），名道深，字自得，號竹坡，銅山（今徐州）人，清初文藝理論家，以評點《金瓶梅》聞名。

## 生平
祖籍浙江绍兴，明中葉高祖张棋迁居徐州。自幼聪颖，六岁能赋诗，五次应举，屢試不中。二十六歲開始在家中评点《金瓶梅》。張竹坡同意馮夢龍的“四大奇書”的觀點，並稱《金瓶梅》為“第一奇書”，一生以評《金瓶梅》為業，有回评、眉批、夹批、圈点，開創《金瓶梅》一書108則讀法，並认为只有亲历“患难穷愁，人情世故，一一经历过，入世最深，方能为众脚色摹神”。康熙三十四年（1695年）刊刻《皋鶴堂批評第一奇書金瓶梅》，其叔張潮化名謝頤為序，序中指出《金瓶梅》作者為王世貞。三年後，竹坡病亡，僅二十九歲。

## 评点《金瓶梅》
張竹坡在《竹坡閑話》說明評點《金瓶梅》的原因：“《金瓶》我又何以批之也哉？我喜其文之洋洋一百回，而千針萬線同出一絲，又千曲萬折不露一線，閑窗獨坐，讀史讀諸家文，少暇偶一觀之，曰：如此妙文，不為之遞出金針，不幾辜負作者千秋苦心哉！”並認為：「凡人謂《金瓶》是淫書者，想必伊止知看其淫處也。」在這方面，張竹坡對此書只見優點，不評缺點，甚至将之看成《史记》，所谓“《金瓶梅》是一部《史记》。然而《史记》有独传，有合传，却是分开做的。《金瓶梅》却是一百回共成一传，故知作《金瓶》者必能作《史记》。”，他對《金瓶梅》的貢獻與其說是閱讀毋寧說是一種再創造。